# Miopanesthia deplanata
Miopanesthia deplanata är en kackerlacksart som först beskrevs av Hanitsch 1923.  Miopanesthia deplanata ingår i släktet Miopanesthia och familjen jättekackerlackor. Inga underarter finns listade i Catalogue of Life.